# Brevet de technicien supérieur - Conception et réalisation de systèmes automatiques
Le Brevet de technicien supérieur - Conception et réalisation de systèmes automatiques (BTS CRSA) a remplacé le BTS Mécanique automatismes industriels dont la dernière session s'est déroulée en 2012.

## Organisation de la formation
Pour les étudiants en formation initiale sous statut scolaire, les horaires sont:
| Horaires                                         | 1re année | 2e année |
| ------------------------------------------------ | --------- | -------- |
| Culture générale et expression (Français)        | 3         | 3        |
| Langues vivantes : Anglais                       | 2         | 2        |
| Mathématiques                                    | 3         | 3        |
| Sciences physiques et chimiques appliquées       | 4         | 4        |
| Conception des systèmes automatiques             | 17        | 14       |
| Conduite et réalisation de projet                | 3         | 6        |
| Langue vivante facultative (autre que l'anglais) | (1)       | (1)      |
| Accompagnement personnalisé                      | 2         | 2        |
| Total                                            | 34 (+1)   | 34 (+1)  |

## Conditions d'admission
Les candidat(e)s titulaires d'un Baccalauréat Scientifique option Sciences de l'ingénieur, Baccalauréat sciences et technologies industrielles option génie électrotechnique ou génie mécanique, ou d'un Baccalauréat professionnel option technicien d'usinage, électrotechnique  ou productique mécanique sont admis(es) après examen du dossier scolaire, en fonction des places disponibles.